# All Eyes on Sharon Tate
All Eyes on Sharon Tate è un cortometraggio biografico realizzato in 35 mm dalla Metro-Goldwyn-Mayer, allora attrice esordiente, per pubblicizzare Sharon Tate.

## Trama
Nel documentario è visibile la Tate quando balla con David Hemmings nel castello di Brive-la-Gaillarde e alcuni momenti delle riprese del film del 1966 Cerimonia per un delitto e alcune della Tate nella Swinging London.

## Produzione
Il cortometraggio è stato girato a Londra a Hyde Park e nel castello di Brive-la-Gaillarde in Francia.

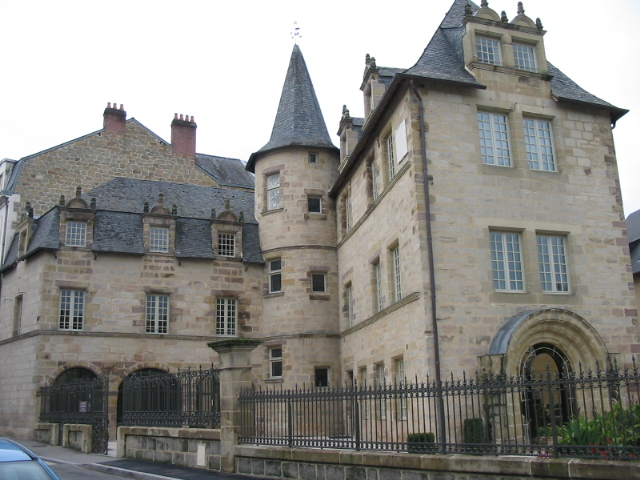
Il castello di Brive-la-Gaillarde nel Limosino (Francia), sede di alcune riprese.